# Justicia palaciosii
Justicia palaciosii är en akantusväxtart som beskrevs av Wassh.. Justicia palaciosii ingår i släktet Justicia och familjen akantusväxter. Inga underarter finns listade i Catalogue of Life.